# フナンギョの滝
フナンギョの滝（フナンギョのたき）は、鹿児島県奄美市住用町川内にある滝。

## 概要
奄美大島川内川の左岸支流に掛かる滝で、奄美群島国立公園内に位置している。
国土地理院の地形図に滝の地図記号はあるが、滝名は記されていない。落差は約50m。
奄美市住用町では、昭和初期には林業が盛んで切り出した木を川に流して運んでいた。「フナンギョ」とは、滝周辺で切り出された木のうちほとんどは舟木利用されていたため、「舟木を切りに行く所」から「舟行」=「フナンギョの滝」となったようだ。また、かつては信仰の滝として崇められ、ノロの巫女が滝修行に来るところでもあった。

## 登山史
2024年3月　三人の登山家が初登攀に成功した。